# トロムス・オ・フィンマルク県

トロムス・オ・フィンマルク県
Troms og Finnmark fylke
Romssa ja Finnmárkku fylka
Tromssan ja Finmarkun fylkki

トロムス・オ・フィンマルク県（トロムス・オ・フィンマルクけん、ノルウェー語: Toroms og Finnmark、北部サーミ語: Romsa ja Finnmárku、クヴェン語: Tromssa ja Finmarkku）は、2020年から2024年までノルウェーに存在した県。北ノルウェー最北端に位置していた。面積は74,827.05 km2であり、ノルウェー国内で最大の面積を誇った。人口は243,311人（2023年）であった。
県南はヌールラン県と接し、南にスウェーデンのノールボッテン県、フィンランド（エノンテキエ、イナリ、ウツヨキ）、ロシアのムルマンスク州ペチェングスキーと接していた。 
ノルウェー地域改革が2017年にノルウェー立法府ストーティングで採用され、2020年1月1日にトロムス県とフィンマルク県が合併。また、この時ヌールラン県に属していた自治体、チェルスンはトロムス・オ・フィンマルクに移された。尚、旧トロムス県と旧フィンマルク県の両者とも、選挙区については合併以前と同様である。また、既存の県章（Fylkesvåpen）を2つ用いる唯一の県であった。
合併は現地住民にあまり受け入れられておらず、特にフィンマルクにおいてこの傾向は強い。合併前にフィンマルクで行われた住民投票では、約87％の住人が合併に反対した。2022年に県議会は合併解消を決議し、2024年1月1日付で合併解消により廃止された。
なお県廃止後もトロムス・オ・フィンマルク県知事（Statsforvalteren）は新トロムス県と新フィンマルク県の県知事を兼ねる形で留任している。

## 名称
トロムス・オ・フィンマルク県の名称は3つの言語に公式の表記が存在する。以下に県名と「県」を含めた正式名称を示す。
- ノルウェー語：Troms og Finnmark、Troms og Finnmark fylke
- 北部サーミ語：Romsa ja Finnmárku、Romssa ja Finnmárkku fylka
- クヴェン語：Tromssa ja Finmarkku、Tromssan ja Finmarkun fylkki

トロムス・オ・フィンマルク県は、合併した旧トロムス県と旧フィンマルク県の2つの名前から構成されている。「オ」はノルウェー語の接続詞のogであり、英語のandにあたる。
2018年2月15日に、トロムス・オ・フィンマルク県の名称は合併に関する合意書の中で発表された。

## 歴史

### 行政の歴史
トロムスとフィンマルクの両地域は、ヴァードウスレーン（Vardøhus len）に中世後期から17世紀半ばに分割されるまで属していた（この「len」とは郡を指す）。元来はベルゲンフスレーン（Bergenhus len）の下位区分であったが、1576年に主要郡の地位を獲得した。1662年からヴァードウスアムト（Vardøhus amt）となる。1680年、ヴァードウスアムトはヌールランアムト（Nordlandenes amt）に組み込まれたが、1685年に分離し、現在のフィンマルクに相当する地域が完成した。1787年、ヌールランアムトにあった現在のトロムス地域を含む地域がヴァードウスアムトに移された上、地域名はフィンマルケンスアムト（Finmarkens amt）に変更された。1844年に現トロムス地域は郡の地位を獲得し、トロムソアムト（Tromsø amt）となり、トロムソとフィンマルク2地域の教区知事が置かれることとなった。
1918年にはこの区画配置は廃止され、トロムス県とフィンマルク県がそれぞれ誕生した。
2020年1月1日に両県は合併した。合併については下記を参照。

### 2020年のノルウェー地域改革と合併
トロムス県とフィンマルク県の合併は、地域改革の一環として行われた。この改革は、ノルウェーの現首相（2020年現在）エルナ・ソルベルグ内閣の政治プロジェクトの１つであり、19県を11県に再編するというものであった。
改革についての通達は2016年4月5日にストーティングで発表され、翌年2017年6月8日に改革が決定された。
しかしながら、フィンマルク県では合併に対し反対の声が上がった。実際に、合併前の2018年5月7日から14日まで行われたフィンマルクの住民投票では、約87％の住人が合併に反対した。
2018年2月14日、トロムス県とフィンマルク県の各代表者が2県の合併の合意のために、オスロのガーデエモンにあるOslo Airport Hotellに集結し、翌日の2月15日16時に、交渉が締結された。

### 合併の解消へ
合併してわずか6か月後の2020年6月23日、県議会は地方自治省へ合併の取り消しを求める申請書を提出した。2021年10月29日、ノルウェー政府は県の分割プロセスの開始を許可した。
2022年2月25日、県議会は賛成39反対18でトロムス・オ・フィンマルク県の解体を正式に支持し、旧トロムス県と旧フィンマルク県の県境に基づいて分割することを決定した。なお合併前はヌールラン県に属していたチェルスンはトロムス県に帰属する。分割は2024年1月1日に実施され、トロムス・オ・フィンマルク県は消滅した。

## 政治
| 代 | 画像 | 氏名              | 所属政党 | 就任日       | 退任日 | 備考                                    |
| -- | ---- | ----------------- | -------- | ------------ | ------ | --------------------------------------- |
| 1  |      | Elisabeth Aspaker | 保守党   | 2019年1月1日 | 現職   | 最後のトロムス県知事（2014年 - 2018年） |

| 代 | 画像 | 氏名                    | 所属政党         | 就任日         | 退任日         | 備考                             |
| -- | ---- | ----------------------- | ---------------- | -------------- | -------------- | -------------------------------- |
| 1  |      | Ivar Bühring Prestbakmo | 中央党           | 2020年1月1日   | 2021年12月14日 | ストーティング議員となるため休職 |
| -  |      | Tarjei Jensen Bech      | ノルウェー労働党 | 2021年12月14日 | 2023年12月31日 | 副県長 県長代行                  |

## 地理

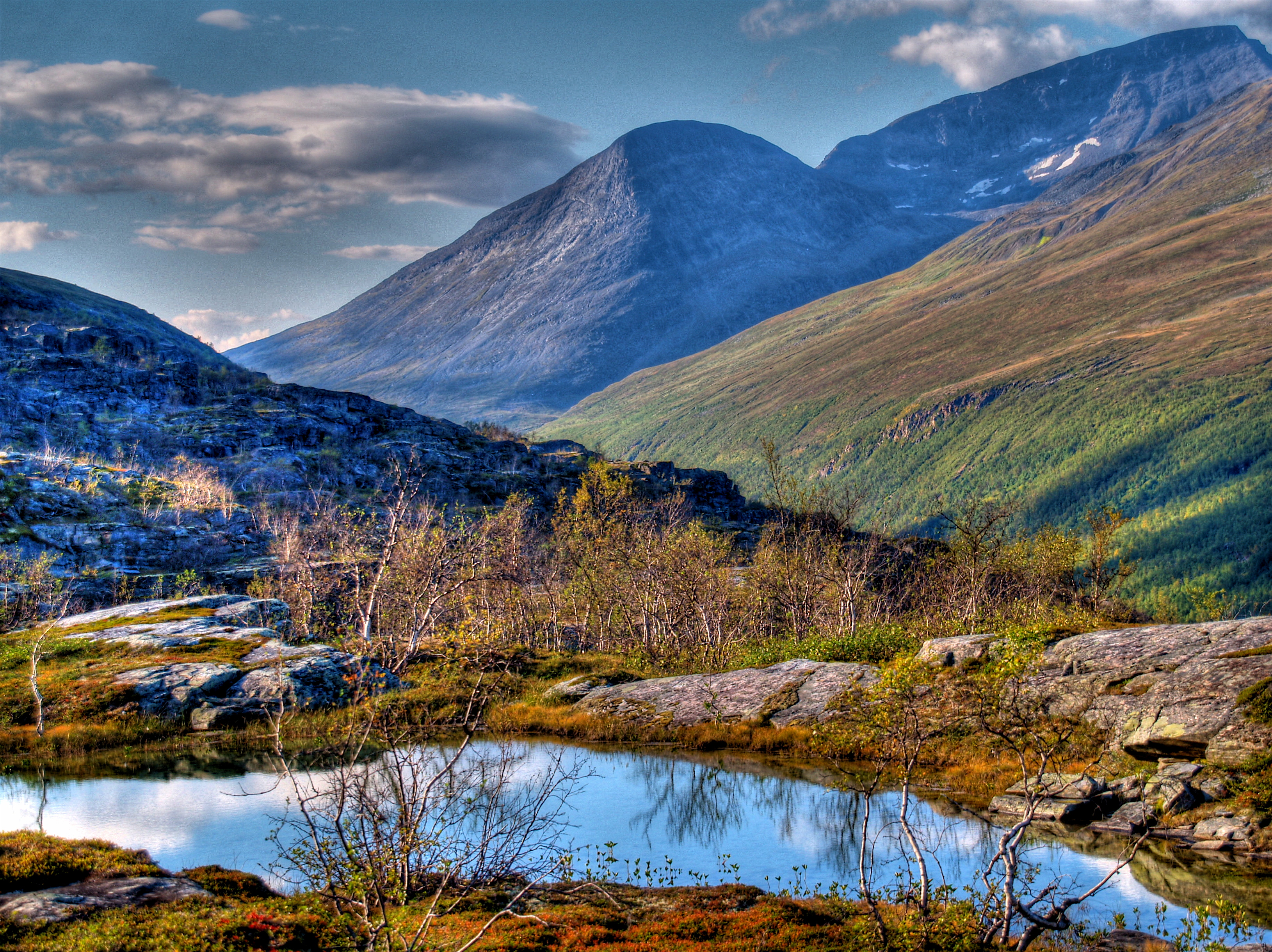
Kvalsundの山並み

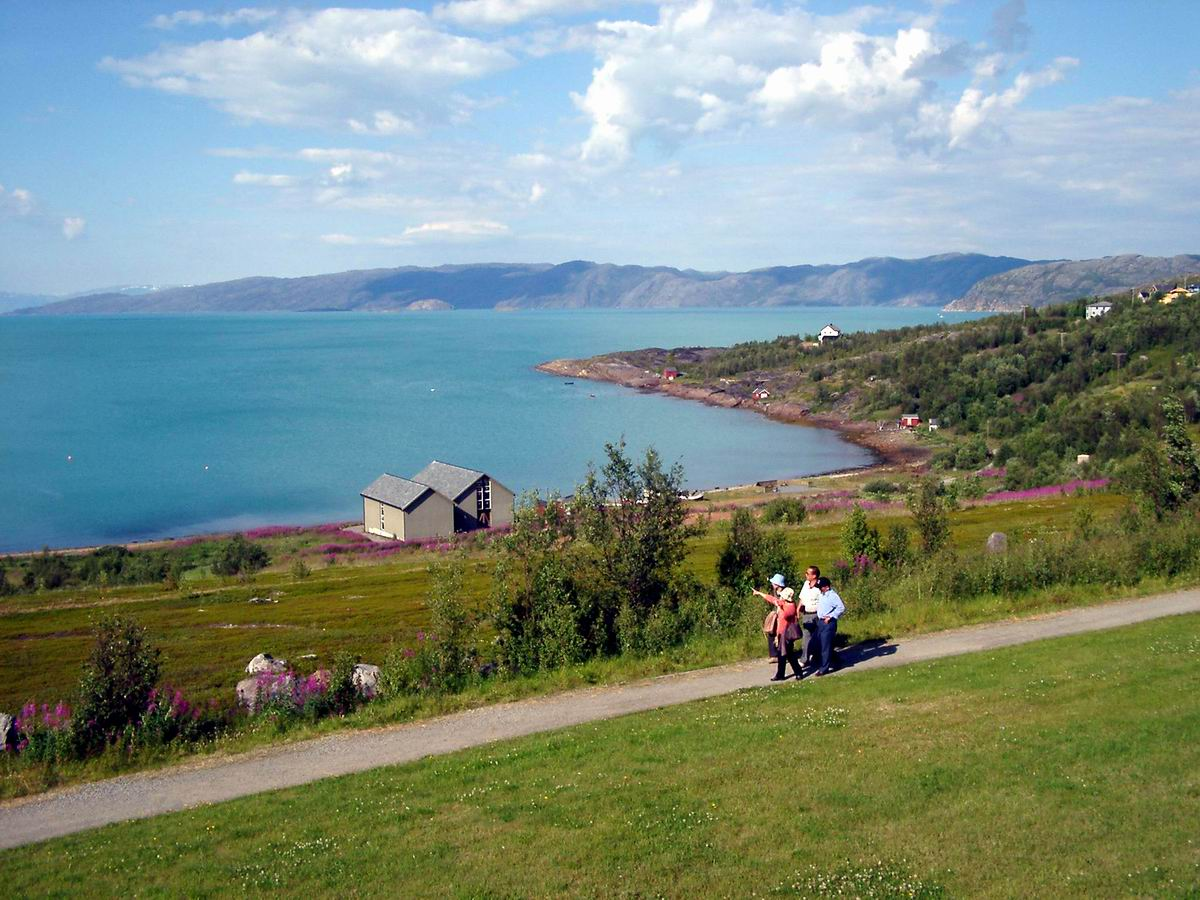
アルタのアルタフィヨルド

トロムス・オ・フィンマルク県は、ノルウェーで最も北、そして東に位置する県である（スヴァールバル諸島は県ではない）。また、ノルウェーで最も大きな県であり、最も人口密度の低い県である。
ノールカップのクニフシェロッデンがヨーロッパ最北の地とされることが多いが、実際はレーベスビューのノードキン半島のノールキン岬がヨーロッパ最北である。またノールカップ基礎自治体のホニングスヴォーグは世界最北端の都市であると主張している。また、ヴァードーはノルウェーで最も東に位置する街であり、イスタンブールよりもさらに東にある。
海岸線は広大なフィヨルドにより不規則な形をしている。
北部の沿岸部では、ノルウェーで最も大きい規模の海鳥のコロニーを見ることが出来る。1番大きいものはモゼーのイェルムソヤのコロニー、そしてノールカップ基礎自治体のGjesværstappanのコロニーである。
最も標高の高い場所は、ルッパに位置する45km2の面積を持つオクスフィヨルド氷河の頂上である。フィンマルクの中央部と東部は基本的に山岳地帯が少なく、氷河はない。ノールカップ以東の土地は大抵が300m未満である。
バレンツ海に面した不毛の沿岸地域、フィヨルド地域、渓谷、樹木の生い茂る地域もあり、様々な自然が見られる。県の約半分が森林限界より上に位置し、残り半分の大部分はカバノキの一種である低いヨーロッパダケカンバに覆われている。
最も緑の多い地区はアルタ地域とタナ川周辺の渓谷、東側ではセル＝ヴァランゲルのパスビク渓谷の低地地域であり、この地域にある松とシベリアトウヒの森は、ロシアのタイガ植生の一部とされている。この渓谷はノルウェー国内で最もヒグマが住んでおり、またマスクラットが生息する国内で唯一の場所である。オオヤマネコとヘラジカはフィンマルクの大部分に住んでいるが、沿岸地域ではまれである。

## 基礎自治体

トロムス・オ・フィンマルク県の基礎自治体

トロムス・オ・フィンマルク県は39の基礎自治体（ノルウェー語: Kommune）に分けられる。自治体によって公式のノルウェー語筆記法が異なり、ニュートラル（Nøytra、中立）はどちらにも限定していないことを表す。またサーミ法が適用される自治体は北部サーミ語を、一部では更にクヴェン語をノルウェー語と同格の公用語として認めている。全言語名を併記する場合、基本的に北部サーミ語-ノルウェー語-クヴェン語の順序で並べられる。
- ノルウェー語[24]
  - ブークモール: 21市
  - ニーノシュク: なし
  - ニュートラル（中立）: 18市

- 北部サーミ語が導入されている自治体: 12市[4]
- クヴェン語が導入されている自治体: 4市[4]

| 自治体 コード | 紋章 | 自治体名           | ノルウェー語名 | 人口 (2023年) | 総面積 (km2) | 採用筆記法   | 合併前の所属県 | 備考                                                                                      |
| ------------- | ---- | ------------------ | -------------- | ------------- | ------------ | ------------ | -------------- | ----------------------------------------------------------------------------------------- |
| 5401          |      | トロムソ           | Tromsø         | 77,992        | 2,520.80     | ニュートラル | トロムス県     |                                                                                           |
| 5402          |      | ハーシュタ         | Harstad        | 24,903        | 445.27       | ニュートラル | トロムス県     | 北部サーミ語: Hárstták 併記名: Harstad - Hárstták                                         |
| 5403          |      | アルタ             | Alta           | 21,317        | 3,848.95     | ブークモール | フィンマルク県 |                                                                                           |
| 5404          |      | ヴァードー         | Vardø          | 1,933         | 600.85       | ブークモール | フィンマルク県 |                                                                                           |
| 5405          |      | ヴァドソー         | Vadsø          | 5,593         | 1,258.06     | ブークモール | フィンマルク県 |                                                                                           |
| 5406          |      | ハンメルフェスト   | Hammerfest     | 11,310        | 2,692.81     | ブークモール | フィンマルク県 | 北部サーミ語: Hámmerfeasta 併記名: Hammerfest – Hámmerfeasta                              |
| 5411          |      | クヴァフィヨール   | Kvæfjord       | 2,866         | 512.62       | ニュートラル | トロムス県     |                                                                                           |
| 5412          |      | チェルスン         | Tjeldsund      | 4,206         | 814.41       | ブークモール | ヌールラン県   | 北部サーミ語: Dielddanuorri 併記名: Dielddanuorri – Tjeldsund                             |
| 5413          |      | イベスタッド       | Ibestad        | 1,279         | 241.15       | ブークモール | トロムス県     |                                                                                           |
| 5414          |      | グラタンゲン       | Gratangen      | 1,079         | 312.76       | ニュートラル | トロムス県     |                                                                                           |
| 5415          |      | ラヴァンゲン       | Lavangen       | 983           | 301.62       | ニュートラル | トロムス県     | 北部サーミ語: Loabák 併記名: Loabák – Lavangen                                            |
| 5416          |      | バルドゥ           | Bardu          | 3,949         | 2,703.89     | ニュートラル | トロムス県     |                                                                                           |
| 5417          |      | サランゲン         | Salangen       | 2,048         | 458.06       | ニュートラル | トロムス県     |                                                                                           |
| 5418          |      | マーセルヴ         | Målselv        | 6,782         | 3,324.45     | ニュートラル | トロムス県     |                                                                                           |
| 5419          |      | ソレイサ           | Sørreisa       | 3,428         | 362.97       | ニュートラル | トロムス県     |                                                                                           |
| 5420          |      | ディロイ           | Dyrøy          | 1,056         | 288.64       | ブークモール | トロムス県     |                                                                                           |
| 5421          |      | セーニャ           | Senja          | 14,851        | 1,946.09     | ニュートラル | トロムス県     |                                                                                           |
| 5422          |      | バールスフィヨール | Balsfjord      | 5,517         | 1,496.99     | ブークモール | トロムス県     |                                                                                           |
| 5423          |      | カールソイ         | Karlsøy        | 2,171         | 1,091.60     | ニュートラル | トロムス県     |                                                                                           |
| 5424          |      | リンゲン           | Lyngen         | 2,714         | 812.70       | ニュートラル | トロムス県     |                                                                                           |
| 5425          |      | ストーフィヨール   | Storfjord      | 1,836         | 1,542.73     | ニュートラル | トロムス県     | 北部サーミ語: Omasvuotna クヴェン語: Omasvuono 併記名: Storfjord – Omasvuotna – Omasvuono |
| 5426          |      | カーフィヨール     | Kåfjord        | 2,000         | 991.16       | ブークモール | トロムス県     | 北部サーミ語: Gáivuotna クヴェン語: Kaivuono 併記名: Gáivuotna – Kåfjord – Kaivuono       |
| 5427          |      | スキイェルヴォイ   | Skjervøy       | 2,790         | 474.00       | ブークモール | トロムス県     |                                                                                           |
| 5428          |      | ノルドレイサ       | Nordreisa      | 4,772         | 3,437.77     | ブークモール | トロムス県     | 北部サーミ語: Ráisa クヴェン語: Raisi 併記名: Nordreisa – Ráisa – Raisi                   |
| 5429          |      | カヴェナンゲン     | Kvænangen      | 1,118         | 2,109.75     | ニュートラル | トロムス県     |                                                                                           |
| 5430          |      | カウトケイノ       | Kautokeino     | 2,847         | 9,707.35     | ブークモール | フィンマルク県 | 北部サーミ語: Guovdageaidnu 併記名: Guovdageaidnu – Kautokeino                            |
| 5432          |      | ルッパ             | Loppa          | 862           | 689.27       | ブークモール | フィンマルク県 |                                                                                           |
| 5433          |      | ハスヴィク         | Hasvik         | 970           | 555.43       | ブークモール | フィンマルク県 |                                                                                           |
| 5434          |      | モゼー             | Måsøy          | 1,119         | 1,137.19     | ブークモール | フィンマルク県 |                                                                                           |
| 5435          |      | ノールカップ       | Nordkapp       | 2,932         | 926.58       | ニュートラル | フィンマルク県 |                                                                                           |
| 5436          |      | ポルサンゲル       | Porsanger      | 3,863         | 4,874.29     | ブークモール | フィンマルク県 | 北部サーミ語: Porsángu クヴェン語: Porsanki 併記名: Porsanger – Porsáŋgu – Porsanki       |
| 5437          |      | カラショーク       | Karasjok       | 2,543         | 5,452.94     | ブークモール | フィンマルク県 | 北部サーミ語: Kárásjohka 併記名: Kárášjohka – Karasjok                                    |
| 5438          |      | レベスビー         | Lebesby        | 1,226         | 3,460.50     | ブークモール | フィンマルク県 |                                                                                           |
| 5439          |      | ガンヴィク         | Gamvik         | 1,054         | 1,416.55     | ニュートラル | フィンマルク県 |                                                                                           |
| 5440          |      | ベルレヴォーグ     | Berlevåg       | 908           | 1,121.77     | ブークモール | フィンマルク県 |                                                                                           |
| 5441          |      | ターナ             | Tana           | 2,804         | 4,051.28     | ブークモール | フィンマルク県 | 北部サーミ語: Deatnu 併記名: Deatnu – Tana                                                |
| 5442          |      | ネッセビー         | Nesseby        | 864           | 1,437.07     | ブークモール | フィンマルク県 | 北部サーミ語: Unjárga 併記名: Unjárga – Nesseby                                           |
| 5443          |      | ボツフィヨール     | Båtsfjord      | 2,117         | 1,435.12     | ニュートラル | フィンマルク県 |                                                                                           |
| 5444          |      | セル＝ヴァランゲル | Sør-Varanger   | 9,850         | 3,971.42     | ブークモール | フィンマルク県 |                                                                                           |

## 住民
少数民族のサーミ人が居住しており、1987年6月12日にサーミ人の文化・社会的保護が盛り込まれたサーミ法（sameloven）が採決されたことで、一部の自治体ではサーミ語（北部サーミ語）がノルウェー語と共に公用語に認められていている。また2005年にノルウェー政府によってクヴェン語は独自の言語と認められ、公用語に定める自治体も出てきている。